# Supercoppa turca 2020 (pallavolo femminile)
La Supercoppa turca 2020 si è svolta il 9 settembre 2020: al torneo hanno partecipato due squadre di club turche e la vittoria finale è andata per la quinta volta, la terza consecutiva, all'Eczacıbaşı.

## Regolamento
A causa della pandemia di COVID-19, che ha comportato l'interruzione anticipata delle manifestazioni nazionali turche della stagione 2019-20 (Sultanlar Ligi e Coppa di Turchia) senza la definizione di un vincitore, la formula canonica del torneo è stata rivista trasformandola in una sfida fra le prime due formazioni in classifica al momento dell'interruzione del torneo.
Le squadre hanno disputato una gara unica.

## Squadre partecipanti
| Squadra    | Qualificazione               | Ultima partecipazione |
| ---------- | ---------------------------- | --------------------- |
| VakıfBank  | 1ª in Sultanlar Ligi 2019-20 | Supercoppa turca 2019 |
| Eczacıbaşı | 2ª in Sultanlar Ligi 2019-20 | Supercoppa turca 2019 |

## Torneo
| 9 settembre 2020 Burhan Felek Spor Salonu, Istanbul Durata: 2h:07 - Spettatori: 70 | VakıfBank | 2 - 3 | Eczacıbaşı | 14-25, 22-25, 25-18, 27-25, 12-15 |